# Scott K. Evans
Scott K. Evans (né le 8 septembre 1965) est une personnalité démocrate et ancien maire de la ville  d'Atlantic City, New Jersey.

## Biographie
Evans est Chef de Bataillon des Sapeurs-Pompiers de la ville d'Atlantic City. Il était le président du Comité Démocrate d'Atlantic City quand l'ancien maire Bob Levy (en) démissionne en octobre 2007. Le conseil municipal a élu comme maire Evans face à trois candidats. Evans a perdu sa place le 3 juin 2008 à Lorenzo Langford (en) et la présidence de parti Démocrate de la ville le 9 juin 2008 face à Robert "Bob" McDevitt.
Langford a été élu député le 13 novembre 2008 après la victoire des élections législatives.